# Senoculus purpureus
Senoculus purpureus is een spinnensoort uit de familie Senoculidae. De soort komt voor in Panama tot Argentinië.